# Герскедал, Даниэль
Даниэль Герскедал (норв. Daniel Herskedal, род. 2 апреля 1982 года, Молде, Норвегия) — норвежский джазовый музыкант, играющий на тубе. Играл в составе нескольких коллективов и участвовал в записях альбомов. Герскедал считается одним из самых талантливых джазовых тубистов в Норвегии. Совмещает несколько жанров в своей музыке.

## Карьера
В раннем возрасте Герскедал начал играть на валторне, но после перешёл на тубу. Свое музыкальное образование он начал получать в Storyville Jazz Club, приняв участие в музыкальной программе «Molde videregående skole» (1998—2001), и участвовав в записи несколько альбомов с коллективом Dixi из своего родного города. До переезда в Тронхейм, где он получил степень бакалавра по джазовой программе в Тронхеймской музыкальной консерватории (2002—2006), основал трио с Эспеном Бергом (норв. Espen Berg) (фортепиано) и Бендиком Гиске (саксофон). Также получил степень магистра в области джаза по классу тубы в Ритмической музыкальной консерватории Копенгагена (2008). Его диссертация была посвящена йойку и джазу, в дополнение к подготовке оркестровых произведений священного повествования, которые были исполнены в церкви Конг Хаакон Кирке (норв. Kong Haakons kirke) и Норвежской церкви моряков в Копенгагене (2007). Во время учебы он несколько раз играл в Trondheim Jazz Orchestra, также играл в студенческом оркестре stoRMChaser с профессором Джанго Бейтсом (англ. Django Bates), в Копенгагене. Работал в качестве музыканта в округе Нур-Тренделаг.
Сейчас проживает в Осло, участвует в нескольких проектах, таких как City Stories и трио Listen. Также работал с Бендиком Гиске (саксофон) и Эспенои Бергом (норв. Espen Berg) (фортепиано) (коллектив основан в 2002 году), в Magic Pocket, Trondheim Jazz Orchestra и Jens Carelius. В трио Kaktusch он играл вместе с Антоном Эгером (ударные) и Мариусом Несетом (норв. Marius Neset) (саксофон). В Quintus Big Band (2007) он также сотрудничал с Бендиком Гиске (саксофон), Кристофером Ло (норв. Kristoffer Lo) (туба), Ингридом Бергене Фосаа (горн), Мортеном Шредером (норв. Morten Schrøder) и Бьерном Эриком Хеггли (норв. Bjørn Erik Heggli) (труба), Frode Fjellheim и Стианом Лундбергом (ударные), Элизабет Фоссан (тромбон). Квартет Bat Band, в который входят Хайден Пауэлл (труба), Steinar Nickelsen (орган) и Лассе Эн (ударные). Вместе со Стефаном Риллингом (тромбон) и Андерсом Бастом (саксофон) и Лассе Эн (барабаны), он же является квартетом BrassBoost. Работал с Хайденом Пауэллом (труба), Эриком Йохансеном (норв. Erik Johannessen) (тромбон) и Эриком Нюландером (швед. Erik Nylander) (барабаны), что представляет собой квартет Magic Pocket, который появился на Nattjazz и Moldejazz (2004). Также написал музыку к короткометражному фильму The end (2008) Бендика Кальтенборна.

## Награды
- 2004: Премия солиста (The Jurys soloist award) на Международном джазовом конкурсе Getxco;
- 2004: Первая премия (The Jurys first prize) в составе трио «Listen» на Международном джазовом конкурсе Hoeillart;
- 2008: «JazzTalent Award» на Moldejazz;
- 2009: «JazZtipendiat года» в составе «Magic Pocket», на Moldejazz[5].

## Дискография
Сольные альбомы
- 2010: City Stories (NorCD)
- 2012: Dagane (NorCD)
- 2015: Slow Eastbound Train (Edition Records)
- 2017: The Roc (Edition Records)
- 2019: Voyage (Edition Records)
- 2021: Harbour (Edition Records)

В составе трио Listen
- 2007: Listen! (Schmell)
- 2009: II (Schmell)[6]

В составе трио Lochs/Balthaus/Herskedal
- 2009: Lochs/Balthaus/Herskedal (Music Under Construction)
- 2012: Choices (Berthold Records)

В составе Magic Pocket и Morten Qvenild
- 2011: The Katabatic Wind (Bolage)

Дуэт с Marius Neset
- 2012: Neck of the Woods (Edition Records), совместно с Svanholm Singers[7][8]